# Global (Busunternehmen)
Global ist ein spanisches Busunternehmen. Es betreibt die Überlandbuslinien auf der Kanarischen Insel Gran Canaria. Es beschäftigt 769 Mitarbeiter, verfügt über eine Flotte von 350 Fahrzeugen auf etwa 120 Linien, die die gesamte Insel erschließen und jährlich 25 Millionen Passagieren befördern. Es ist das größte spanische Sozialunternehmen im Personenverkehr.

## Geschichte
Das Unternehmen entstand am 17. März 2000 aus dem Zusammenschluss der beiden bis dahin auf Gran Canaria bestehenden Personenbeförderungsunternehmen Utinsa (mit der Konzession Mitte-Nord) und Salcai (mit der Konzession Süd-Südost).
Im Gegensatz zur Verkehrsgesellschaft TITSA auf Teneriffa, die ein absolutes Monopol auf die Verkehrsdienste auf der Insel hat, muss Global mit anderen Betreibern auf der Insel konkurrieren, vor allem in den großen Städten, die ihren eigenen städtischen Verkehrsdienst haben. Dies ist in Las Palmas de Gran Canaria mit dem städtischen Unternehmen Guaguas Municipales oder Telde (Guaguas Melenara) der Fall.

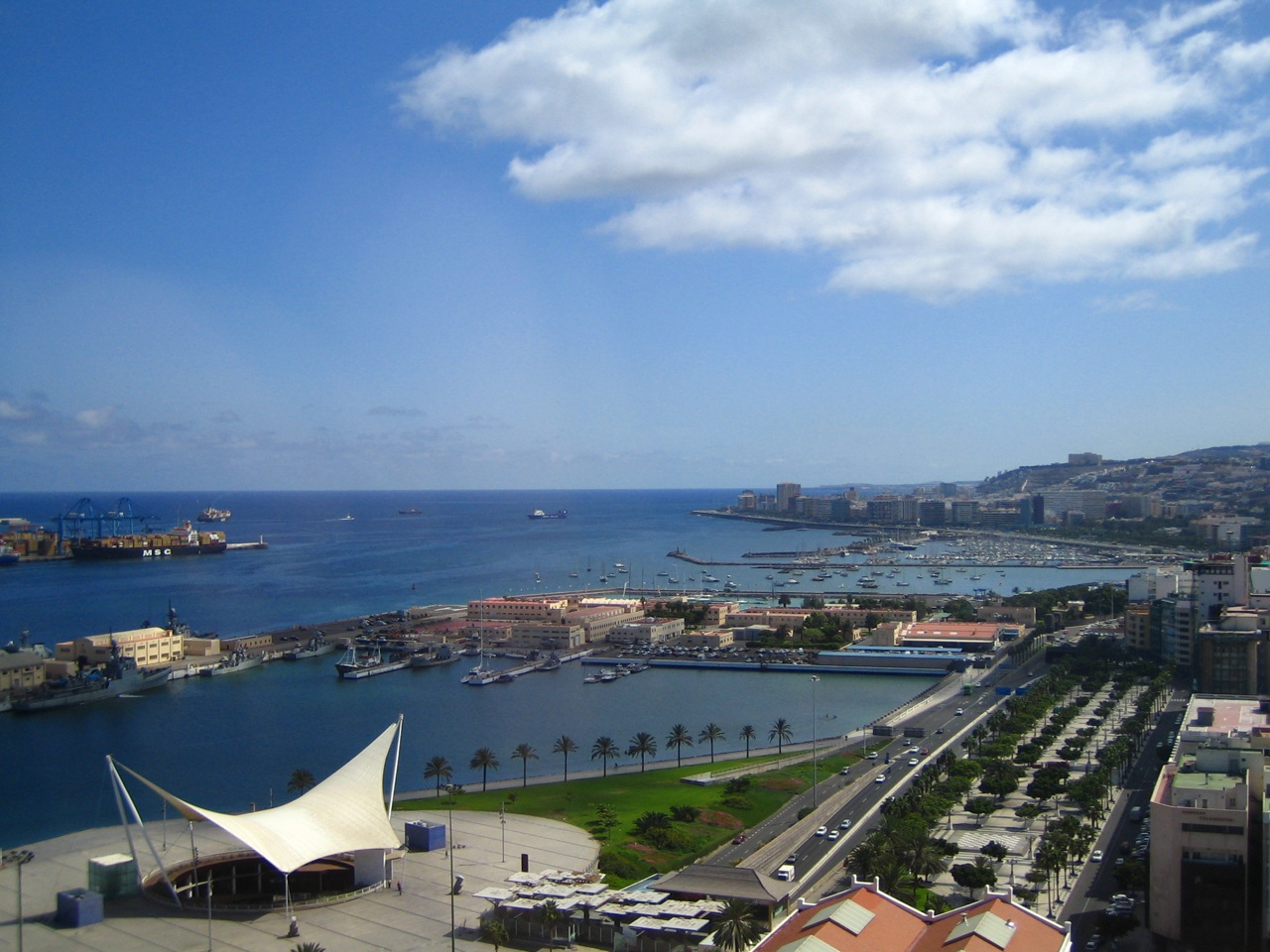
Blicke auf das Das des Busbahnhofes Santa Catalina in Las Palmas de Gran Canaria.

Die meisten Verbindungen beginnen/enden an den Busbahnhöfen in der Inselhauptstadt Las Palmas de Gran Canaria, in der Regel am Busbahnhof San Telmo, seltener am Busbahnhof Santa Catalina.
In den letzten Jahren hat das Unternehmen mit der Einführung des städtischen Verkehrsdienstes in der Stadt Tías auf Lanzarote und dem Start eines Verkehrsprojekts in Nouakchott, Mauretanien, eine starke Expansion erfahren.

## Linien
01 Las Palmas – Puerto de Mogan (Pto.Rico)
04 Tablero Maspalomas – Las Palmas
05 Las Palmas – Aeropuerto de Gran Canaria – Faro de Maspalomas (Servicio Nocturno)
06 Arguineguin – Cercado Espino – Playa del Inglés
08 Las Palmas – Castillo del Romeral (Vecindario) (Linea SemiDirecta)
10 Las Palmas – Doctoral – Sardina Del Sur – Las Palmas
11 Las Palmas – Agüimes
12 Las Palmas – Telde
13 Telde – San Mateo
15 Las Palmas – Las Remudas – Alcampo – Las Palmas
18 Faro de Maspalomas – Tejeda – San Mateo
19 Telde – Doctoral
20 Telde – La Herradura – Tara – Franchy Roca
21 Las Palmas – Agüimes (Semidirecto)
22 Agüimes – Playa de Arinaga
23 Playa de Arinaga – Las Palmas
24 Telde – Santa Brígida
25 Playa Arinaga – Faro Maspalomas
26 Telde – Campus Universitario de Tafira
27 Agüimes – Montaña Las Tierras
29 Sioux City – Faro de Maspalomas
30 Santa Catalina – Las Palmas – Faro de Maspalomas (DIRECTO)
32 Puerto De Mogán – Playa del Inglés
33 Playa del Inglés – Puerto Rico – Puerto de Mogán
34 San Bartolomé – Doctoral
35 Telde – Agüimes
36 Telde – Faro de Maspalomas
38 Puerto de Mogán – Aldea de San Nicolás
39 Parque Tropical – Puerto Rico
40 San Fernando – Tablero – Parque Tropical
41 Carrizal – Faro de Maspalomas
43 Telde – Valsequilo
45 Bahía Feliz – Playa del Inglés – Palmitos Park
50 Las Palmas – Faro de Maspalomas (DIRECTO)
52 Castillo del Romeral – San Fernando
54 Caserones – La Medianía
55 Las Palmas – Valle de Jinamar
56 Telde – Valle de Jinamar
57 Las Palmas – La Montañeta
58 Las Palmas – Tafira
59 Las Palmas – Ramblas de Jinamar (Centro Comercial El Mirador)
60 Santa Catalina / Las Palmas – Aeropuerto de Gran Canaria (DIRECTO)
66 Aeropuerto de Gran Canaria – Faro de Maspalomas
72 Bahía Feliz – Mercadillo
73 San Fernando – Faro de Maspalomas
74 Las Palmas – Eucalipto 2
75 Las Palmas – La Garita (Centro Comercial Las Terrazas)
80 Santa Catalina – Las Palmas – Telde (DIRECTO)
84 Puerto De Mogan – Mogan
85 Playa del Burrero – Los Molinillos
86 Puerto de Mogán – Tasarte – Playa de Tasarte
90 Telde – Aeropuerto de Gran Canaria – Faro de Maspalomas
91 Las Palmas – Playa del Cura (DIRECTO)
101 Gáldar – San Nicolás
102 Gáldar – Valle de Agaete
103 Las Palmas – Galdar – Puerto de Las Nieves
105 Las Palmas – Galdar
106 Gáldar – Fagajesto
107 Gáldar – Montaña Alta
108 Gáldar – Marmolejos
109 Gáldar – Cruce El Brezal
111 Gáldar – Cruce Fagajesto
113 Gáldar – Fontanales
116 Las Palmas – Moya (Cabo Verde – Los Dragos)
117 Las Palmas – Moya (Los Dragos – Cabo Verde)
123 Moya – Arucas
124 Gáldar – Moya (El Palmital)
125 Gáldar – Moya (Los Dragos)
127 Moya – Fontanales
201 Las Palmas – Trapiche – Firgas
202 Las Palmas – Arucas – Firgas
204 Las Palmas – Casablanca
205 Las Palmas – Arucas (Tamaraceite)
206 Las Palmas – Arucas (Bañaderos)
210 Las Palmas – Arucas (Pista Cardones)
211 Arucas – Firgas
213 Arucas – San Felipe
214 Teror – San Mateo
215 Teror – Cruce San Felipe
216 Las Palmas – Teror (El Toscón)
220 Teror – Artenara (Lanzarote/Tejeda/Valsendero)
222 Arucas – Lanzarote / Lanzarote – Las Palmas
223 Las Palmas – Las Mesas
224 Las Palmas – Lomo Los Frailes (Umgehungsstraße)
229 Las Palmas – Teror (San José Del Alamo)
232 Lanzarote – Arucas
233 Santa Catalina – Cementerio De Tenoya
234 Las Palmas – Arucas (DIRECTO)
250 Arucas – Santidad
251 Arucas – Cruz De Firgas
255 Arucas – Altabacales
256 Arucas – Transmontaña – Lomo Espino – Arucas
301 Santa Catalina – Las Palmas – El Monte – Santa Brígida
302 Las Palmas – La Calzada – Santa Brígida
303 Las Palmas – San Mateo
305 San Mateo – Tejeda
306 San Mateo – San Mateo
307 San Mateo – Ariñez – Las Lagunetas – San Mateo
308 Santa Brígida – San Mateo
311 Las Palmas – Bandama – Santa Brígida
313 Las Palmas – El Fondillo
314 Las Palmas – Ciudad Del Campo
316 Las Palmas – Cementerio De San Lázaro
317 Santa Catalina – Los Giles – Casa Ayala – Las Palmas
318 Santa Brígida – Pino Santo – Santa Brígida
319 Santa Catalina – Las Mesas
321 San Mateo – Utiaca
323 Santa Catalina – San Mateo
324 Campus Universitario de Tafira – Arucas
325 Campus Universitario de Tafira – Galdar
327 Santa Catalina – Las Palmas – Lomo Blanco (Campus)
328 Puerto – San Telmo – Campus Universitario de Tafira (Periodo Lectivo)
330 Las Palmas – La Palma – Las Palmas
331 Santa Brígida – Llano María Rivera
334 Las Palmas – Ciudad Del Campo
335 Las Palmas – San Lorenzo – Tamaraceite – Ciudad Del Campo
350 Las Palmas – Polígono de Arinaga

## Tarife
Je nach Verbindung gelten unterschiedliche Tarife.

### Linien zum Flughafen
Linie 60
- Las Palmas de G.C. (Estación San Telmo) – Aeropuerto oder umgekehrt – 2,30 €
- Las Palmas de G.C. (Intercambiador Santa Catalina) – Aeropuerto oder umgekehrt – 2,95 €

Linie 66-90-91
- Aeropuerto – Faro Maspalomas oder umgekehrt – 4,05 €

### Preise Tarjeta IV de Ida y Vuelta (dt. etwaKarte IV für Hin- und Rückfahrt)
Telde – Faro Maspalomas – Telde: 5,60 €
Las Palmas de G.C. – Faro Maspalomas – Las Palmas de G.C.: 6,80 €
Las Palmas de G.C. – Puerto Rico – Las Palmas de G.C.: 8,40 €

## Standorte
Der Hauptsitz befindet sich in Viera y Clavijo 34 – 36. Hier sind die Verwaltungsbüros und die meisten Leitungsorgane untergebracht.
In Telde befindet sich das Wartungszentrum: 22.000 Quadratmeter, in dem 46 Personen mit der Wartung und Reinigung der unternehmenseigenen Anlagen, der Instandhaltung des Fuhrparks und der Verwaltung des Kraftstoffs beschäftigt sind. GLOBAL verfügt über eigene Versorgungszentren in Arucas, Gáldar, La Paterna, Ocean Park, Telde, Teror und Vecindario, mit denen das Unternehmen die externen Kraftstoffversorgungszentren schrittweise ablösen will.
Die in diesen Einrichtungen durchgeführten Arbeiten ermöglichen neben vielen anderen Funktionen auch die Kontrolle und Optimierung der Anzahl der täglich im Einsatz befindlichen Fahrzeuge. So werden Studien über regelmäßige Inspektionen (ITV) durchgeführt und neue Wartungspläne angewandt, um die Zahl der verfügbaren Fahrzeuge zu maximieren, die Zahl der stillgelegten Busse zu minimieren und die Ausfallquote zu verringern.
Das Unternehmen verfügt außerdem über Werkstätten in La Paterna, Vecindario, Arucas, Gáldar und Ocean Park.

## Chipkarte SUMA
Am 1. Januar 2011 führte Global die kontaktlose Karte SUMA. Die ersten Monate des Versuchs wurden genutzt, um mögliche Fehler und Zwischenfälle zu testen. Es wird erwartet, dass am Ende des Versuchs bereits rund 100 000 Menschen diese Karte besitzen werden. Die neue Zahlungsmethode bietet Vorteile wie bestimmte Boni für Aufladungen ab einem Betrag von 15 €.
Es wird erwartet, dass sie im Laufe des Jahres 2012 auch bei anderen öffentlichen Verkehrsbetrieben auf Gran Canaria, wie Guaguas Municipales oder Gumidafe, eingeführt wird.
Die Vorteile, die bereits umgesetzt wurden, sind: Telematisches Aufladen durch Terminals, die in den meisten Gemeinden Gran Canarias verteilt sind.
Die erste Nutzung ist kostenlos, die zweite kostet 5 €. Das Abrechnungssystem erfolgt automatisch: Wenn der Kunde in den Bus einsteigt, wird die gesamte Fahrt der Linie, in die er eingestiegen ist, abgebucht. Wenn der Kunde aussteigt, muss die Karte erneut validiert werden, damit ihm der Betrag – Geld, das für diese Reise nicht verwendet wurde – zurückerstattet wird.